# Conamblys cinereipes
Conamblys cinereipes là một loài bọ cánh cứng trong họ Cerambycidae.